# Francesco Parisi (politico)
Francesco Parisi (Caltagirone, 6 settembre 1930 – Caltagirone, 18 novembre 2016) è stato un politico italiano.

## Biografia
Dottore in scienze economiche e commerciali. Commercialista, Direttore dell'Istituto Santo Pietro per l'assistenza minorile di Caltagirone. Dirigente delle ACLI e segretario della DC di Caltagirone dal 1960.
Entra per la prima volta all'Assemblea regionale siciliana nel 1967, subentrando al deputato regionale Attilio Grimaldi. Viene rieletto all'ARS, sempre per la DC, nel 1971 e per un paio di mesi è Assessore regionale allo Sviluppo economico. Viene riconfermato nel 1976, svolge il ruolo di questore, e anche nel 1981. Dal 1982 al 1984 è assessore regionale alla Presidenza e poi fino al 1985 agli enti locali. Viene rieletto all'ARS nel 1986 e fino all'anno successivo è ancora assessore agli enti locali, poi si dimette per candidarsi in Parlamento.
Nel 1973 viene eletto membro del comitato regionale siciliano della DC, nella lista di "Nuove Cronache", corrente guidata da Amintore Fanfani.
Nel 1987 è eletto senatore della Repubblica con la DC, venendo riconfermato nel 1992. Nel 1994 è commissario della DC siciliana, nella fase di transizione al PPI.
Eletto deputato nel 1994 nella circoscrizione Sicilia 2 per la lista Partito Popolare Italiano in quota proporzionale, rimane in carica fino al 1996.
Muore il 18 novembre 2016, all'età di 86 anni.